# Erdőhátrunk

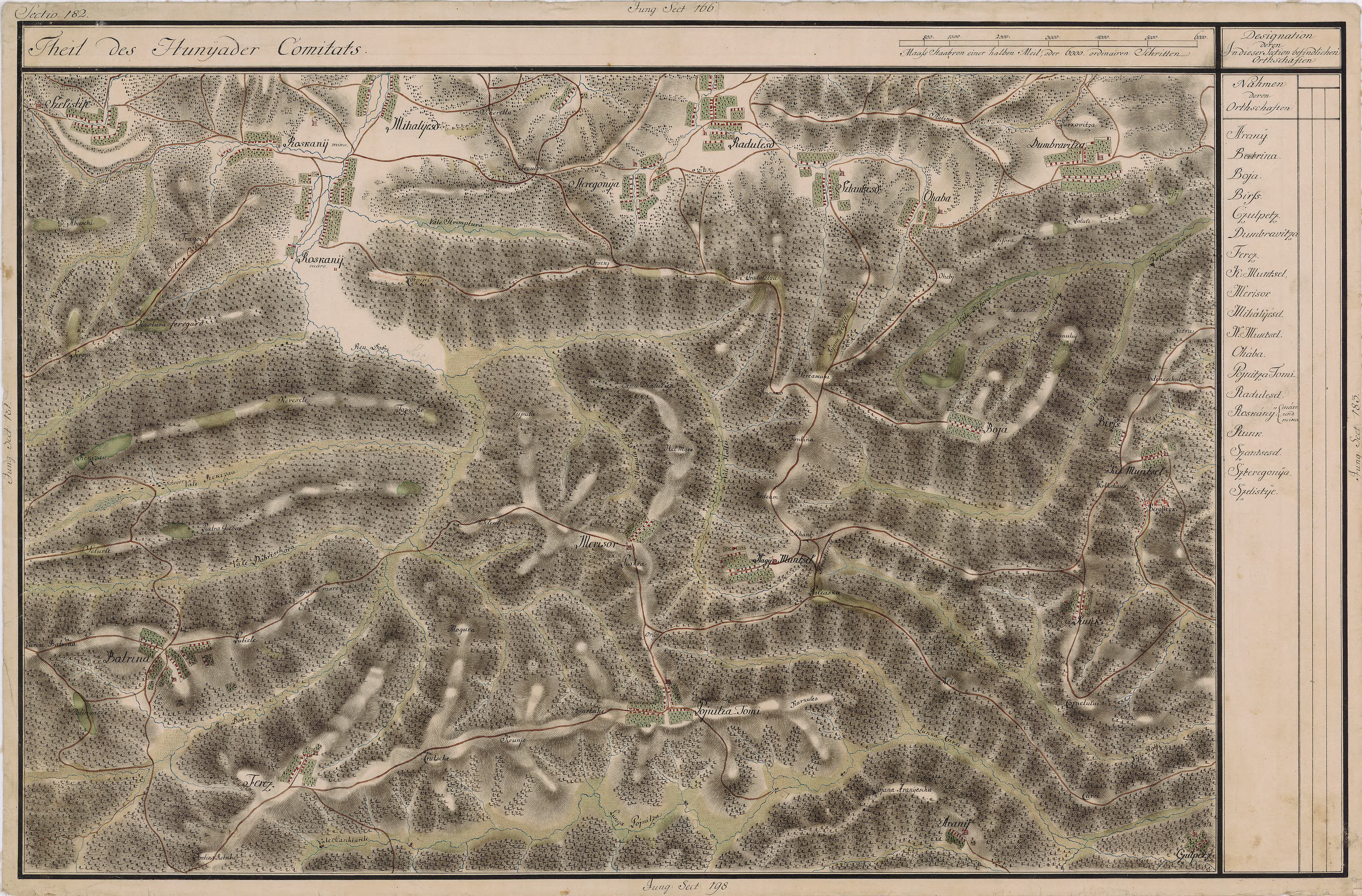
Erdőhátrunk egy régi térképen

Erdőhátrunk románul: Runcu Mic, falu Romániában, Erdélyben, Hunyad megyében.

## Fekvése
Dévától északnyugatra fekvő település.

## Története
Erdőhátronk nevét 1499-ben említette először oklevél p. Ronk néven. Ronk a Hermán-nemzetség ivadékaié volt. Ronkot mint Felpestesi Mátyás egykori birtokát Soklyósi Péter görgényi várnagy kapta királyi adományul. Későbbi névváltozatai: 1733-ban és 1808-ban Runk, 1850-ben Erdőhát Runk, Runku Mik, 1888-ban Erdőhát-Runk, 1913-ban Erdőhátrunk voltak.
A trianoni békeszerződés előtt Hunyad vármegye Vajdahunyadi járásához tartozott. 1910-ben 115 görögkeleti ortodox román lakosa volt.